# Martina Kniezková
Martina Kniezková (Havířov, 21 agosto 1975 – 24 febbraio 2015) è stata un'atleta paralimpica ceca.

## Biografia
Martina Kniezková ha partecipato a tre Giochi paralimpici prendendo parte ogni volta alle gare di lancio del disco e lancio del giavellotto. Ha vinto una medaglia d'oro nel lancio del disco e una medaglia d'argento nel lancio del giavellotto a Sydney 2000. Ad Atene 2004 bissa l'oro nel lancio del disco mentre a Pechino 2008 non vince nessuna medaglia.
Kniezková ha conquistato medaglie anche ai Mondiali e agli Europei di atletica leggera paralimpica.

## Palmarès
| Anno | Manifestazione       | Sede   | Evento                        | Risultato | Prestazione | Note            |
| ---- | -------------------- | ------ | ----------------------------- | --------- | ----------- | --------------- |
| 2000 | Giochi paralimpici   | Sydney | Lancio del disco F51-54       | Oro       | 13,19 m     |                 |
| 2000 | Giochi paralimpici   | Sydney | Lancio del giavellotto F51-54 | Argento   | 9,03 m      |                 |
| 2002 | Mondiali paralimpici | Lilla  | Lancio del disco              | Oro       | 13,00 m     |                 |
| 2002 | Mondiali paralimpici | Lilla  | Lancio del giavellotto        | Argento   | 8,70 m      |                 |
| 2003 | Europei paralimpici  | Assen  | Lancio del disco F51-53       | Oro       | 12,99 m     |                 |
| 2003 | Europei paralimpici  | Assen  | Lancio del giavellotto F52-57 | Oro       | 9,36 m      | Record mondiale |
| 2004 | Giochi paralimpici   | Atene  | Lancio del disco F32-34/51-53 | Oro       | 15,28 m     |                 |
| 2006 | Mondiali paralimpici | Assen  | Lancio del disco              | Oro       | 13,99 m     |                 |